# Луций Волузий Сатурнин (консул-суффект 3 года)
Лу́ций Волу́зий Сатурни́н (лат. Lucius Volusius Saturninus) (38 до н. э. — 56 год н. э.) — римский военный и политический деятель, консул-суффект в 3 году, наместник нескольких римских провинций в первой половине I века.
Луций Волузий Сатурнин — сын Луция Волузия Сатурнина (консула-суффекта в 12 году до н. э.) и Нонии Поллы.
Луций Волузий Сатурнин с 3 года был членом жреческой коллегии авгуров, с 14 года — августалов и тициев. В 3 году занял должность консула-суффекта.
В 9—10 годах Луций Волузий Сатурнин — проконсул Азии.
В 14—15 годах — легат пропретор Иллирика. В 34—40 годах — легат пропретор Далмация. Около 42 года — префект Рима.
Как и отец, имел безупречную репутацию и был в фаворе у всех императоров, законным путём ещё больше увеличив состояние, полученное от отца. Умер в 56 году в преклонном возрасте — в 93 года, пережив всех сенаторов времён своего консулата.